# Ashford Museum
Le Ashford Museum  est un musée de la ville de Ashford dans le Kent (Royaume-Uni), qui est consacré à son histoire .
Le musée est situé dans un immeuble datant du XVIIe siècle qui est classée Grade II.